# Huida a Egipto (Murillo, Instituto de Artes de Detroit)
La Huida a Egipto es un cuadro del pintor Bartolomé Esteban Murillo, datado entre 1647 y 1650, que se encuentra en el Instituto de Artes de Detroit, pinacoteca estadounidense donde ingresó en 1948. El cuadro representa uno de los pasajes protagonizados por la Sagrada Familia durante su viaje a Egipto, motivo muy popular desde el siglo xiv en la iconografía cristiana.
Diego Angulo, en su Catálogo crítico, enumera al menos dos representaciones de la Huida a Egipto , la conservada en el Museo de Bellas Artes de Budapest, datada hacia 1660, y por tanto posterior a esta de Detroit y a la réplica, ligeramente de mayor tamaño, aunque muy similar, también atribuida a Murillo, datada entre 1645 y 1650, y conservada en el Palazzo Bianco de Génova. El conjunto temático se completa con el Descanso en la huida a Egipto del Museo del Hermitage, en San Petersburgo.
La escena, pintada como una instantánea que ha retenido fugazmente el movimiento, transmite algunos signos de la angustia de la huida y se describe con esa mirada popular que el pintor daba a algunas de sus representaciones de los personajes divinos.